# Wuning

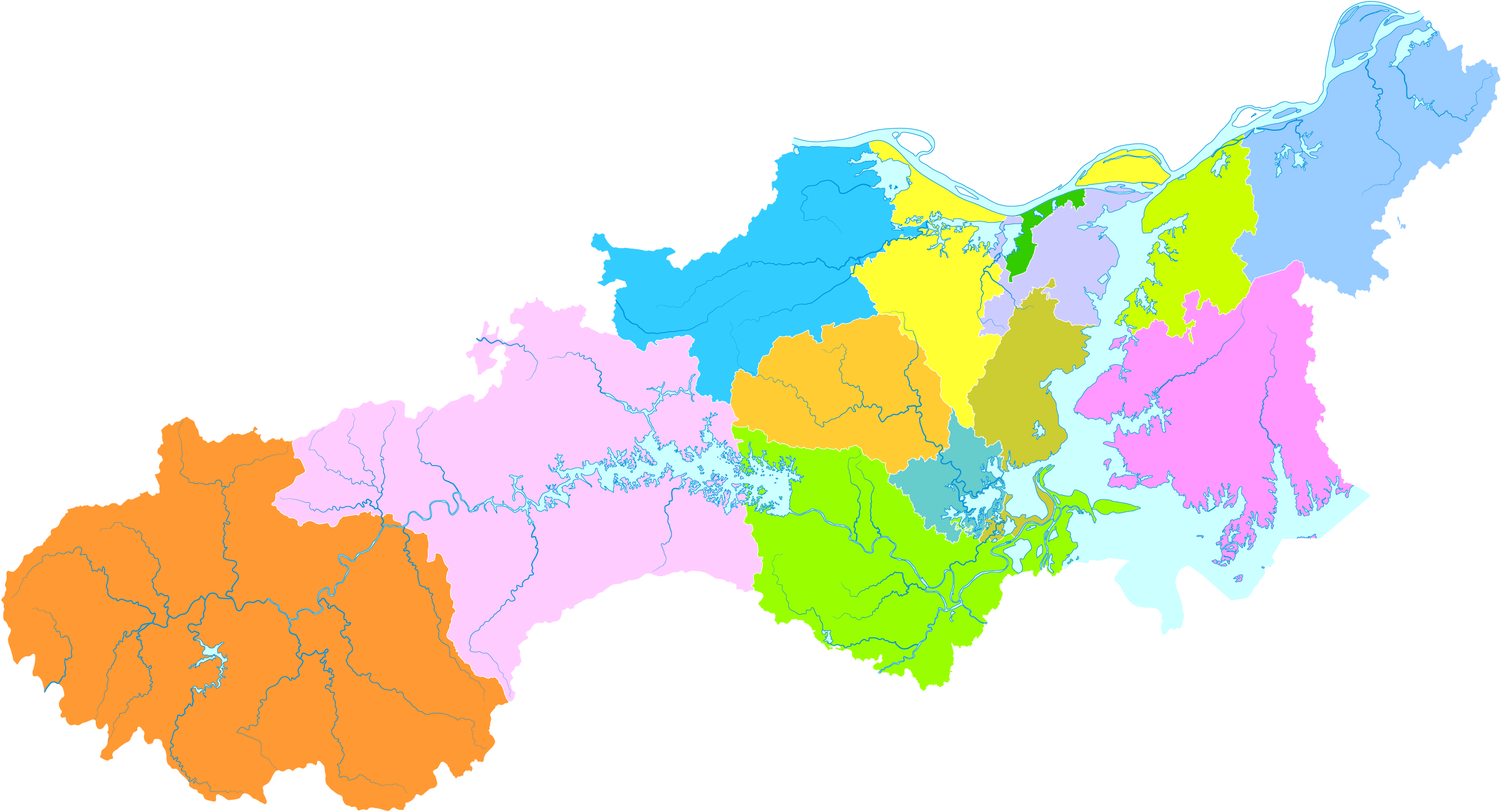
Lage von Wuning auf dem Gebiet der Stadt Jiujiang

Wuning (chinesisch 武宁县, Pinyin Wǔníng Xiàn) ist ein Kreis der bezirksfreien Stadt Jiujiang in der südchinesischen Provinz Jiangxi. Er hat eine Fläche von 3.504 km² und zählt 360.269 Einwohner (Stand: Zensus 2010). Sein Hauptort ist die Großgemeinde Xinning (新宁镇). 